# 中船黄埔文沖船舶
中船黄埔文沖船舶有限公司（ちゅうせん-こうほぶんちゅうせんぱく-ゆうげんこうし）は中華人民共和国広州市に立地する造船会社。国有持株会社の中国船舶工業集団公司（CSSC）の上場中間持株会社である中船海洋与防務装備股份有限公司の子会社。

## 概要
広州市黄埔区長洲島に立地する広州中船黄埔造船有限公司と、同市黄埔区文沖地区および南沙区龍穴島に立地する広州文沖船舶有限公司が、2013年に合併してできた会社である。
合併前の広州中船黄埔造船有限公司は、古くは清朝末期の工廠であった広州軍装機器局まで遡る。中華人民共和国建国後、広州黄埔造船廠と名を変え国営造船廠として軍用艦艇を建造してきた。例えば江滬型フリゲート、江衛型フリゲート、江凱型フリゲート、ウィスキー型潜水艦、ロメオ型潜水艦、紅星型ミサイル艇、紅箭型ミサイル艇、海南型哨戒艇などを建造した。合併後も長洲廠区（旧黄埔造船廠）において、引き続き江凱型フリゲートを建造するとともに、新たに江島型コルベットを建造している。
一方で、合併前の広州文沖船舶有限公司は、中華人民共和国建国後に創設された国営造船廠であり、主として10万DWT級商用輸送船、そして浚渫船などの作業船を建造してきた。また2000年代後半には広州中船龍穴島造船基地（造船用工業団地）の一画に進出し、埋立地という立地を生かして30万DWT級商用輸送船などを建造できるようになった。
2013年の中船黄埔文沖船舶有限公司の建造量は100,000DWT以下で中国政府のホワイトリストには計上されていない。

## 沿革
清朝末期
- 1873年、両広総督の瑞麟は、「広州軍装機器局」を設立し、弾薬、蒸気船の製造に乗り出す。
- 1876年、両広総督の劉坤一は、外資の香港黄埔船塢が所有する黄埔長洲島のドックを買収し、広州軍装機器局の造船事業に使用した。
- 1884年、両広総督の張之洞は、広州軍装機器局と広州火薬局を合併させて業務を再編。
- 1885年、造船部門を「黄埔船局」、弾薬製造部門を「広東製造局」として分割する。黄埔船局では、主に喫水の浅い小型砲艦が建造された。
- 1885年、4隻の排水量200トン級のプロペラ推進小型砲艇を竣工させる。
- 1890年から1891年にかけて、2隻の排水量650トンのプロペラ推進装甲砲艦を建造する。
- 1893、両広総督の李瀚章は、黄埔船局の造修船事業を停止させる。
- 1901年、清朝政府、黄埔船局の船舶修理業務のみを復活させる。
- 1911年、辛亥革命勃発。清朝から広東省が独立、他の独立した省と合流し、1912年に南京に中華民国臨時政府を成立させる。黄埔船局は省都督の管理下に置かれ、「黄埔船塢局」に改名。

辛亥革命後
- 1914年、広東省都督の竜済光、黄埔船塢局の局長として劉義寛を派遣。
- 1915年末、護国戦争勃発。
- 1916年4月、広東省を含む華南4省は北洋政府から独立し、軍務院が成立したものの、すぐに独立を撤回する。
- 1916年、黄埔船塢局は、広東省実業庁に移管し、「黄埔船廠」と改称。
- 1917年、孫文を中心に広州に中華民国軍政府が成立し、北洋政府から独立する。これ以降、広東省は軍閥間の武装闘争の渦中に巻き込まれ、混乱状態に陥る。
- 1925年、黄埔船廠は稼働一時停止。

国民革命軍の北伐
- 1926年7月、国民革命軍が北伐を開始。
- 1929年～1936年、西南派陳済棠による広東統治。この間、広東省は比較的安定期に入る。
- 1936年、両広事変勃発、黄埔船廠は稼働一時停止。
- 1938年10月、香港攻略の準備として日本軍の広東攻略戦が開始される。
- 1939年、日本軍、黄埔船廠を接収し「第八野戦船舶修理所」として使用する。
- 1945年、国民党政府、日本軍から黄埔の造修船施設を接収。

中華人民共和国建国後
- 1949年、人民解放軍、黄埔の造修船施設を接収し管理下に置く。「黄埔造船所」に改名。
- 1951年3月、「広州黄埔造船廠」に改名し、国営造船所となる。
- 1955年、広州文沖船舶有限公司の前身である「文沖船廠」が創立。
- 1998年、広州黄埔造船廠は資本形態を変更し、国営から中国船舶工業集団公司(CSSC)傘下の「広州中船黄埔造船有限公司」となる。
- 2001年、文沖船廠は国営から有限責任公司に資本形態を変更し、「広州文沖船廠有限責任公司」に名称変更。
- 2013年、広州中船黄埔造船有限公司と広州文沖船廠有限責任公司は合併し、「中船黄埔文沖船舶有限公司」となる。
- 2015年、中国船舶工業集団公司傘下の広州広船国際股份有限公司（現在の中船海洋与防務装備股份有限公司）は中船黄埔文沖船舶有限公司を買収して子会社化する。

## 造船所
- 長洲廠区（黄埔区長洲島）、艦艇、巡視船、救難艇他
- 文沖廠区（黄埔区文沖地区）、10万DWT級以下の商用輸送船、浚渫船他
- 龍穴廠区（南沙区龍穴島）、30万DWT級以下の商用輸送船、深海海洋調査船他

## 子会社
- 広州文沖船廠有限責任公司
- 広州黄船海洋工程有限公司
- 広州文船重工有限公司